# Diminazeno
Diminazeno é uma di-amidina também conhecida como 4,4'-(1-triazeno–1,3–diil)bis(benzenocarboximidamida). Liga DNA e RNA e é o agente atuante de drogas diminazeno aceturato (comercializada como Azidin, Berenil, Ganasag ou Pirocide) direta, e.g., contra tripanossomíase.